# 芦北町立吉尾中学校
芦北町立吉尾中学校（あしきたちょうりつよしおちゅうがっこう）は、熊本県葦北郡芦北町吉尾にあった公立中学校。

## 沿革
- 1947年 - 吉尾村立吉尾中学校創立。
- 1955年 - 葦北町立吉尾中学校と改称。
- 1970年 - 芦北町立吉尾中学校と改称。
- 2004年 - 芦北町立佐敷中学校へ統合。